# Catedral de Chester

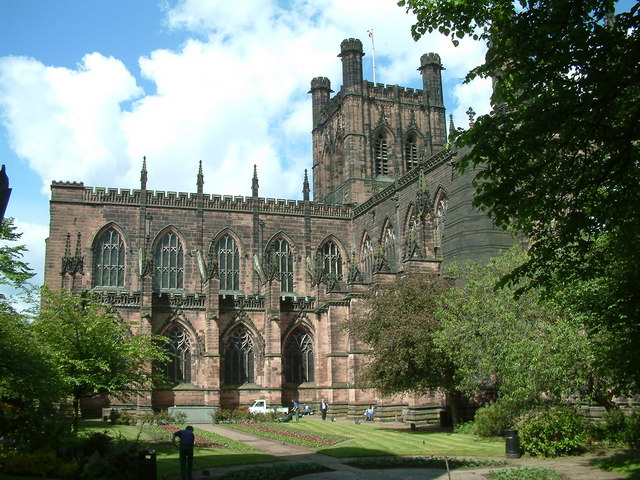
Vista da Catedral de Chester

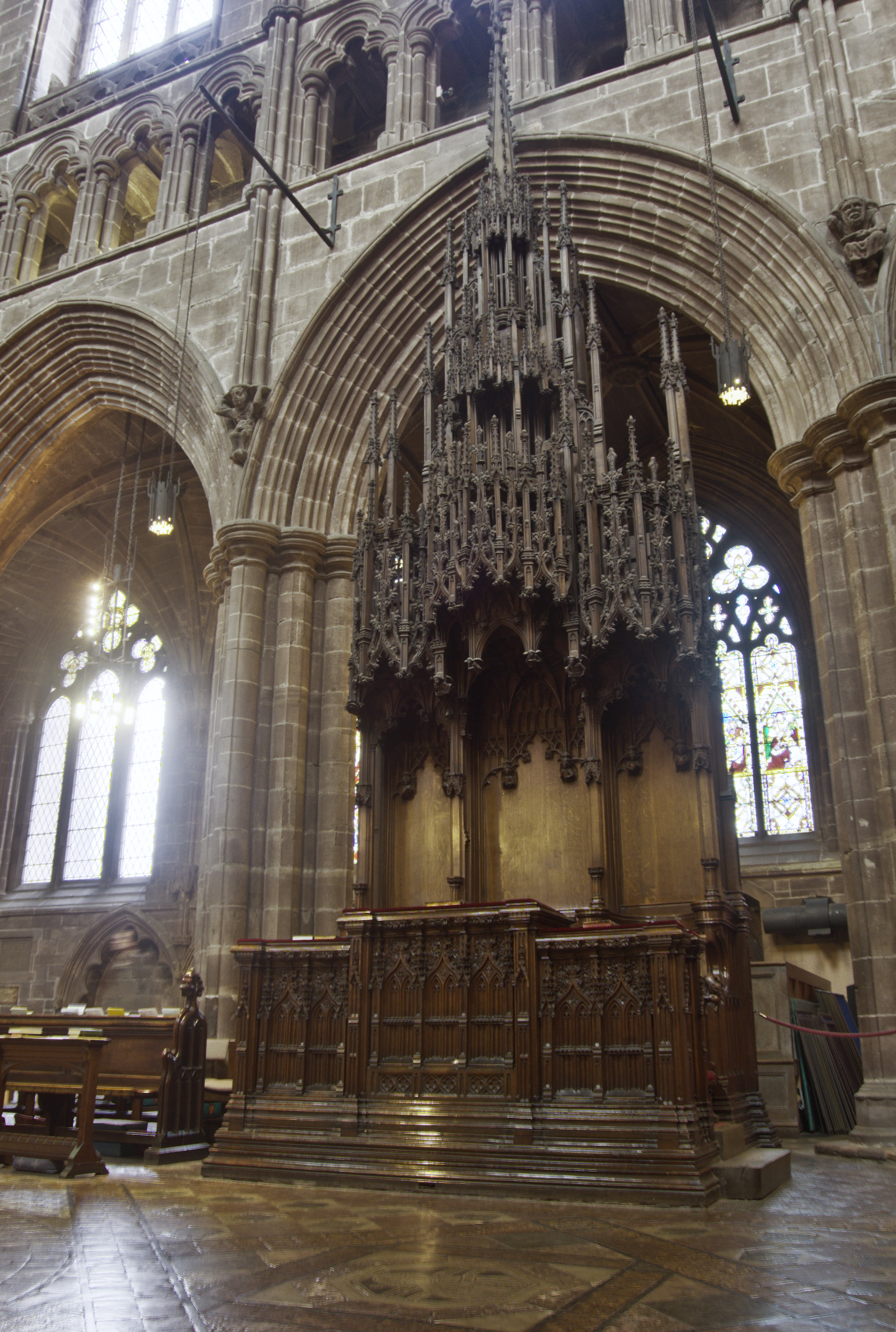
O trono do bispo (ou cátedra)

A Catedral de Chester é uma catedral da Igreja de Inglaterra e a igreja-mãe da Diocese de Chester. Fica situada na cidade de Chester, Cheshire, Inglaterra. A catedral (antiga abadia da igreja de um mosteiro beneditino, dedicada a Santa Verburga) é dedicada a Jesus e à Virgem Maria. Desde 1541 que é a sé do Bispo de Chester.
A catedral está classificada com o Grau I dos Listed building, e parte de um local protegido que também inclui os antigos edifícios monásticos a norte, também eles de Grau I. A catedral, típica das catedrais inglesas por ter passado por várias modificações, data de entre 1093 e inícios do século XVI, apesar de o local poder ter sido utilizado para veneração cristã desde os tempo romanos. Todos os principais estilos de arquitectura medieval inglesa, desde a normanda à perpendicular, estão presentes no edifício.
A catedral e os antigos edifícios monásticos foram extensamente restaurados durante o século XIX (por entre alguma controvérsia), e uma torre com um sino suspenso foi acrescentado no século XX.